# Quintus Sanquinius Maximus
Quintus Sanquinius Maximus war ein römischer Politiker und Senator des 1. Jahrhunderts n. Chr.
Sanquinius verteidigte als Konsular im Jahr 32 die Konsuln des Vorjahres, Lucius Fulcinius Trio und Publius Memmius Regulus, entschieden gegen die Angriffe des Decimus Haterius Agrippa. Trio, ein Anhänger Sejans, und Regulus hatten sich während ihres Konsulats ständig gestritten und sich gegenseitig mit Anklagen bedroht. Während eines Prozesses fragte nun Agrippa, warum sie, die sich gegenseitig mit Anklage bedroht hätten, jetzt schwiegen. Daraufhin bat Sanquinius dem Senat, man möge doch die Sorgen des Kaisers nicht durch das Zusammensuchen zusätzlicher Kränkungen noch vermehren. So erreichte er für Regulus einen Freispruch und für Trio einen Aufschub seines Sturzes.
Sanquinius bekleidete im Jahr 39 sein zweites Suffektkonsulat und gleichzeitig die Stadtpräfektur, die er bis etwa 41 innehatte. Von Kaiser Claudius wurde er zum Legaten von Niedergermanien ernannt, wo er noch vor 47 starb.